# Norrköpings Polytekniska Förening
Norrköpings Polytekniska Förening är en förening i Norrköping för tekniker grundad 1888. Föreningen är ett nätverk där personer från olika discipliner inom teknik möts och utbyter erfarenheter. Industribesök, teknikföredrag och utdelning av stipendier hör till aktiviteterna.